# Nantan
Nantan (japanska: 南丹市 ?, Nantan-shi) är en stad i Kyōto prefektur i Japan. Staden bildades 2006 genom en sammanslagning av kommunerna Hiyoshi, Miyama, Sonobe och Yagi.